# Agrapha
Agrapha (enkelvoud: agraphon, αγραφον; Grieks voor "ongeschreven") zijn uitspraken van Jezus die niet zijn terug te vinden in de canonieke evangeliën.

## Criteria
Er worden bij het vaststellen van 'agrapha' enkele criteria gebruikt. 
1. De uitspraak mag niet staan in een van de vier canonieke evangeliën. Dit sluit andere boeken van het Nieuwe Testament dus niet uit.
2. Het moet gaan om een uitspraak die Jezus deed toen hij nog in leven was. Dit sluit uitspraken die aan de verrezen of verheerlijkte Jezus worden toegekend uit (zoals de uitspraken  van Jezus in de Openbaring van Johannes.
3. De uitspraken van Jezus mogen niet staan in de apocriefe evangeliën, in apocriefe apostelverhalen etc., omdat deze veel minder oud zijn dan de canonieke evangeliën.

Volgens de Rooms-Katholieke Kerk geldt een uitspraak als een 'agraphon' als deze wordt ondersteund door interne en externe bewijzen. Met een "intern" bewijs wordt bedoeld dat een aan Jezus toegeschreven uitspraak niet strijdig mag zijn met uitspraken of de leer van Jezus zoals opgetekend in de canonieke evangeliën. (Men gaat er hierbij dus per definitie van uit dat de vier evangeliën hetzelfde beeld van Jezus tekenen). Met "extern" bewijs wordt bedoeld dat de uitspraak wordt geciteerd door een kerkvader, zoals Papias, Clemens van Alexandrië, Ireneüs van Lyon of Justinus de Martelaar.
Sommige teksten worden door de ene onderzoeker wel als agrapha worden gerekend, maar door andere niet. Zo telt de lijst van agrapha van de Duitse theoloog Alfred Resch (1835-1912) 36 spreuken vanwaar hij meent dat zij op Jezus terug zouden kunnen gaan. De Amerikaanse theoloog James Hardy Ropes (1866-1933) komt tot 14 agrapha die volgens hem authentiek kunnen zijn. De Duitse theoloog en Nieuwtestamenticus Joachim Jeremias (1900-1979) kent bij de eerste editie van zijn Unbekannte Jesusworte in 1948 de status van authentiek toe aan 21 spreuken. Bij een herziening van zijn boek in 1963 is dit aantal geslonken naar 18. In het handboek voor buiten-canonieke evangeliën van Bart Ehrman en Zlatko Pleše zijn 41 agrapha opgenomen, maar de auteurs beoordelen deze spreuken niet. Otfried Hofius, een Duitse theoloog,  komt tot 7 spreuken die hij als 'mogelijk authentiek' beoordeelt.

## Nieuwe Testament
Buiten de canonieke evangeliën staan in het Nieuwe Testament slechts enkele uitspraken van Jezus (in volgorde van ouderdom van het geschrift: hoe eerder genoemd, hoe ouder):
- 1 Tessalonicenzen 4:15-16: "Wij zeggen u met een woord van de Heer: wij, die in leven blijven tot de komst van de Heer, zullen de doden in geen geval voorgaan. Wanneer het signaal gegeven wordt, de aartsengel zijn stem verheft en de bazuin van God weerklinkt, zal de Heer zelf uit de hemel neerdalen."[6]
- 1 Korintiërs 7:10: 'De gehuwden beveel ik, of liever niet ik, maar de Heer: "de vrouw mag niet scheiden van haar man."'[7]
- 1 Korintiërs 11:22: 'In de nacht waarin de Heer Jezus werd uitgeleverd nam hij een brood, sprak het dankgebed uit, brak het brood en zei: "Dit is mijn lichaam voor jullie. Doe dit, telkens opnieuw, om mij te gedenken." Zo nam hij na de maaltijd ook de beker, en hij zei: "Deze beker is het nieuwe verbond dat door mijn bloed gesloten wordt. Doe dit, telkens als jullie hieruit drinken, om mij te gedenken."'[7][8]
- Romeinen 14:11: "Zo waar ik leef - zegt de Heer -, voor mij zal elke knie zich buigen, en elke tong zal God loven."
- Handelingen 20:35: 'indachtig de woorden van de Heer Jezus, die immers gezegd heeft: "Geven maakt gelukkiger dan ontvangen"'[9]

## Agrapha in apocriefe geschriften
Omdat de meeste niet-canonieke evangeliën van veel later datum zijn dan de canonieke evangeliën en daarnaast vaak gnostisch gekleurd zijn, kunnen de vele uitspraken die op naam van Jezus staan, niet gelden als agrapha. Een uitzondering wordt meestal nog wel gemaakt voor het Evangelie volgens Thomas (50-200 n.Chr.) en de joods-christelijke evangeliën (100-200 n.Chr.).
"Het Koninkrijk van de Vader is vergelijkbaar met een vrouw die een kruik droeg, gevuld met meel. Terwijl ze over de weg liep, ver van huis, brak het oor van de kruik. Het meel ledigde zichzelf achter haar op de weg. Ze merkte het niet op, ze was zich van geen ongeluk bewust. Toen ze haar huis bereikte, zette ze de kruik neer en ontdekte dat hij leeg was." (Evangelie volgens Thomas, logion 97)
"En hij zei: 'De mens is als een wijze visser, die zijn net uitwierp in de zee. Toen hij het ophaalde, zat het vol kleine vissen. Tussen deze ontdekte de wijze visser een grote, goede vis. Hij wierp alle kleine vissen terug in de zee en koos zonder moeite de grote vis. Wie oren heeft om te horen, hij luistere.' " (Evangelie volgens Thomas, logion 8)
"Jezus zei: 'Wie dicht bij mij is, is dicht bij het vuur en wie ver van mij is, is ver van het Koninkrijk.' " (Evangelie volgens Thomas, logion 82, Origenes In.Jer. hom. Lat. III,3, Didymus InPsalm 88,8)
"Alleen dan zal je zalig zijn, wanneer je je broeder in liefde aanziet" (Evangelie volgens de Hebreeën, Hiëronymus van Stridon In Ephes. 5.4)

## Oxyrhynchus papyri
Onder de Oxyrhynchus papyri (P.Oxy. V 840) vinden we - op vellum - een onbekende Jezus-geschiedenis. Jezus (in het fragment soter, "heiland"/"redder" genoemd) brengt met zijn leerlingen een bezoek aan de tempel in Jeruzalem. Een overpriester uit de farizeeën (Levi genoemd), berispt Jezus en zijn leerlingen dat zij zich niet aan reinigingsvoorschriften hebben gehouden alvorens het voorhof te betreden en het heilig vaatwerk te bezien. Jezus stelde hem vervolgens de vraag: "U bent hier nu ook de tempel. Bent u dan rein?" De farizeeër antwoordde hem: "Ik ben rein, want ik heb een bad genomen in de vijver in de Davidsteeg. Ik ben de ene trap afgedaald in de vijver, en [middels] de andere trap weer opgeklommen, vervolgens heb ik reine witte kleren aangedaan. Daarna [pas] ben ik naar het heilige vaatwerk gaan kijken." Jezus bediende hem vervolgens van repliek dat de opperpriester wel uiterlijk rein, maar van binnen onrein.
Dit verhaal, dat moeilijk te dateren valt, is opgenomen in Unbekannte Jesusworte van J. Jeremias. Tegen de echtheid van verhaal kan worden ingebracht: 1) de vijver in de Davidsteeg is onbekend; 2) het heilige vaatwerk was alleen toegankelijk voor priesters; 3) het verhaal is een uitwerking van Marcus 7:1-20 en par.
Oxyrhynchus Papyrus 1224:
"Wie ver weg is, zal u morgen dichtbij zijn".

### Oxyrhynchus logia
In de Oxyrhynchus logia (lett.: "het gesprokene") komen de volgende agrapha voor:
(1) "Jezus zei: 'Behalve dan door vasten (in deze wereld), kunt u het koninkrijk van God op geen enkele wijze vinden; en indien u de sabbat niet strikt houdt, zult u de Vader niet zien'". (Logion II; gnostisch?)
(2) "Jezus zei: 'Ik stond midden in de wereld, en in het vlees werd ik door hen [aan]gezien; ik vond hen allen dronken, en ik vond niemand onder hen met een sterk verlangen naar mij. Mijn ziel was bedroefd over de mensenkinderen, omdat ze blind zijn in hun harten, en hun eigen ongelukkigheid en armoede niet inzien.'" (Logion III,1-2; ook door kerkvaders aangehaald; vgl. Baruch 3,37 wv)
(3) "Jezus zei: 'Waar er twee samen zijn, zij zijn niet zonder [de aanwezigheid] van God. Daar waar iemand geheel alleen is, ik zeg u, daar ben ik [aanwezig]. Til de steen op, en u zult mij [daar] vinden; klief de boomstam, en daar ben ik.'" (Logion V, 1-2)
(4) "Jezus zei: 'Een profeet wordt niet geaccepteerd in zijn eigen, evenmin weet de geneesheer te genezen onder hen die hem bekend zijn.'" (Logion VI, 1-2; vgl. Mc. 14,5 en par.)
(5) "Jezus zei: 'Een stad, gebouwd op de top van een hoge berg en stevig gegrondvest, kan vallen noch geraakt worden.'" (Logion VII; vgl. Matt. 5,14; 7,24-25)
(6) "Jezus zei: 'U luistert maar met één oor ...'" (Logion VIII)
Sommige van deze logia kennen hun parallellen in de evangeliën (en lijken uitbreidingen van vergelijkbare teksten in de evangeliën). Logion 3 lijkt op het eerste gezicht pantheïstisch (in dit geval: gnostisch) gekleurd en kent zijn parallel in het Evangelie van Thomas, logion 77. De oorspronkelijke betekenis kan echter zijn dat men kan rekenen op de helpende en troostende aanwezigheid van Jezus bij de arbeid.p. 118

## Agrapha bij de kerkvaders en kerkelijke schrijvers
Bij de kerkvaders treffen we vele niet-canonieke uitspraken aan. 
(1) "Er zullen vele scheuringen en partijen zijn." (Justinus: Dialoog met Trypho 35,3; vgl. Matt. 10,35)
(2) "Red uzelf en uw ziel." (Clemens van Alexandrië: Excerpta ex Theodoto 2,2)
(3) "Wordt beproefde geldwisselaars" (Pseudo-Clemens, Homilae II 51,1)
(4) "Niemand kan in het Koninkrijk der hemelen ingaan die niet verzocht is." (Tertullianus: De baptismo 20,2)
(5) "Vraag om het grote, dan zal u het kleine eraan toegevoegd worden." (Clemens van Alexandrië: Strom. I  XXIV 158,2)
(6) "Wie dicht bij mij is, is dicht bij het vuur; Wie ver van mij is, is ver van het Rijk." (Origenes: Homil. in Jer. III 3
(7) "Hetgeen zwak is zal door hetgeen sterk is gered worden." (Apostolische Constituties 26)
Nummer (1) is afkomstig uit de joodse apocalyptiek. Nummers (4) en (6) worden door Jeremias voor zeer oud gehouden (eerste eeuw).